# フラーテス3世
フラーテス3世（Phraates III、ペルシア語：فرهاد سوم、在位：紀元前70年/69年 - 紀元前58年/57年）は、アルサケス朝パルティア王国の王。シナトルケスの子。プラアテスとも表記。

## 生涯
紀元前70年あるいは紀元前69年、先王シナトルケスが没し、息子であるフラーテス3世が王位に就いた。紀元前69年のティグラノケルタの戦いの少し前、ポントス王国のミトリダテス6世とアルメニア王国のティグラネス2世はローマ共和国に対抗するための援助をフラーテス3世に依頼し、その見返りとして「七十ヵ所の渓谷」とアディアベネとメソポタミア北部を差し出した。ミトリダテス6世はルクルスを糧食から断とうとして、フラーテス3世に自分が同盟者とともにアルメニア王国に向かっている間にメソポタミアを攻撃するよう提案した。ルクルスは勝利をおさめた後この交渉について知り、何人かの同盟者をフラーテス3世に派遣した。そしてミトリダテス6世やティグラネス2世にも懐柔的な態度を示したので、両者は共に彼が支援を約束したと感じた。フラーテス3世の返事がゴルディエネにいたルクルスのもとに届いたとき、ルクルスは交渉を続けるための使節としてセクスティリウスを派遣した。フラーテス3世はその使節がパルティアの動静を探るために派遣されたのではないかと疑った。最終的にフラーテス3世は外交上、どちらにも援助を与えなかった。ルクルスはミトリダテス6世もティグラネス2世も長期戦で疲弊しているので、もはや危険ではないと考えて、パルティアに侵攻する決意をした。そしてソルナティウスに軍隊をポントスからゴルディエネに連れてくるように命じたが、兵士たちは移動を拒否し、全員でポントスを捨てて引き揚げると脅しさえした。この知らせを受けてルクルスが率いていた軍隊も暴動を起こしたので、ルクルスはパルティア遠征を断念せざるを得なくなり、代わりにアルメニア王ティグラネス2世を攻撃の対象にした。
紀元前66年、ローマの護民官マニリウスの提案に基づく法令によってルクルスの後継者にグナエウス・ポンペイウスが指名された。彼は直ちにフラーテス3世と協定を結び、パルティアがそれまでの同盟通り中立を保つことを確認させた。しかしティグラネス2世の息子小ティグラネスが父親に対する謀反に失敗して、フラーテス3世に庇護を求めてきた。小ティグラネスはフラーテス3世にアルメニアのティグラネス2世が支配している地域に侵入するよう要請した。フラーテス3世はポンペイウスと協定を結んでいたので少しためらったが、黙って要請を受け入れた。一方、パルティアとローマが協定を結んだとの情報を得たミトリダテス6世は驚いて、和議を結ぶために交渉を開始した。パルティア軍はアルタクサタ（アルタシャト）に進軍した。しかし、フラーテス3世は包囲がかなり長引くとわかると、分遣隊を小ティグラネスに託して帰国してしまう。それを機にティグラネス2世が出陣して息子を打ち破った。小ティグラネスはポントスのミトリダテス6世に庇護を求めようとしたが、もはやミトリダテス6世も自分と同じくらい無力であると感じ、おそらくフラーテス3世に勧められてローマの将軍ポンペイウスの慈悲にすがった。小ティグラネスがすでにアルタクサタを進軍中のポンペイウスの道案内を務めたので、ティグラネス2世はそれ以上抵抗しても無理だと感じ、ポンペイウスに降伏した。これにより小ティグラネスにはソフィーネとゴルディエネが与えられた。しかし、その後争いがおこり、ポンペイウスが小ティグラネスを捕えると、フラーテス3世はすかさずゴルディエネを奪取した。その後ポンペイウスに使節を送り、小ティグラネスの返還と、パルティアとローマの境界をユーフラテス川にすることを求めた。これに対してポンペイウスはゴルディエネの返還を求め、小ティグラネスの引き渡しを拒んだ。まもなくゴルディエネはアルメニアに返還された。
紀元前58年または紀元前57年、フラーテス3世は息子のオロデスとミトラダテスに殺された。

## 参考資料
- ニールソン・C・デベボイス（訳：小玉新次郎、伊吹寛子）『パルティアの歴史』（山川出版社、1993年、ISBN 4634658607）